# چوکونگار
چوکونگار (به صربی: Čokonjar) یک روستا در صربستان است که در زایچار واقع شده‌است. چوکونگار ۱۷۳ نفر جمعیت دارد.